# Guy Wildenstein
Pour les articles homonymes, voir Wildenstein (homonymie).
Guy Wildenstein, né le 19 décembre 1945 à New York, est une personnalité du monde des affaires, un marchand d'art et un éleveur de chevaux de course franco-américain. Il est le fils du marchand d'art Daniel Wildenstein et le président de la Wildenstein & Company domiciliée à New York.

## Biographie
Guy Wildenstein est le fils cadet de Martine et Daniel Wildenstein, marchand d'art de premier plan et propriétaire de chevaux de course et éleveur, dont la famille d'origine juive a dû fuir la France après l'occupation allemande du pays pendant la Seconde Guerre mondiale et s'installer aux États-Unis, où Guy est né. Après la mort de son père en 2001, Guy Wildenstein assume la gestion de l'entreprise de vente et d'achat d'œuvres d'art, laissant son frère Alec se concentrer principalement sur les courses de chevaux et l'élevage. Entre-temps, son père avait largement délocalisé à New York une partie de ses activités, et ce, depuis le milieu des années 1960.
En 2001, il achète à Patrick Goulet-Mauboussin un appartement dans les Immeubles Walter pour 3,8 millions d'euros. Poursuivi pour fraude fiscale, il est contraint de vendre son appartement au marchand de biens Pierre Reynaud.
Son frère Alec meurt en 2008, laissant Guy seul aux commandes des entreprises familiales. La fortune familiale ainsi que les différents trusts sont estimés à plusieurs milliards de dollars. Cette fortune lui est disputée par sa belle-mère Sylvia Roth-Wildenstein, à qui les frères Wildenstein avaient fait signer une renonciation à l'héritage de manière illégale, jusqu'à ce que cette dernière décède en novembre 2010.
Guy Wildenstein est élu conseiller de l'Assemblée des Français de l'étranger en 2009 où il représente les Français de l'étranger de la circonscription de Washington.
Guy est également membre de l'UMP et du Premier Cercle des donateurs de l'UMP dans les années 2000. Il a beaucoup œuvré pour la réussite politique de Nicolas Sarkozy dont il est proche, et qui lui a remis la légion d'honneur le 5 mars 2009.
Joueur de polo, il gagne la première Silver Jubilee Cup avec Jacques, Lionel et Stéphane Macaire.

## Poursuites judiciaires

### Succession Daniel Wildenstein
Sylvia Roth-Wildenstein, la belle-mère de Guy Wildenstein, déclare avoir été spoliée lors de l'héritage de son défunt mari, Daniel, au profit des deux fils de celui-ci, Alec et Guy. Elle porte plainte pour corruption passive et trafic d'influence le 20 septembre 2010. Le 26 octobre 2010, une enquête préliminaire est ouverte par la brigade de répression de la délinquance économique. Ses accusations mènent les enquêteurs à mettre au jour une possible dissimulation de patrimoine au fisc français, notamment via le recours à des trusts situés dans des paradis fiscaux. Le patrimoine dissimulé est estimé entre 5 et 10 milliards de dollars,. Elle meurt le 13 novembre 2010,. Le fisc français (Ministère du Budget dont a fait partie Éric Woerth puis François Baroin) lui-même n'aurait pas réagi. L'affaire initialement confiée à Me Claude Dumont-Beghi continue malgré la renonciation de Tamara Roth Cohn Eskenazi à l'héritage de sa sœur en juillet 2011. En ce qui concerne MM. Baroin et Woerth, la prescription a lieu le 31 décembre 2011.

### Succession Anne-Marie Rouart
Dans le cadre de l'enquête sur la succession Wildenstein, l'Office central de lutte contre le trafic des biens culturels perquisitionne l'institut Wildenstein les 11 et 12 janvier 2011. Il saisit 30 œuvres d'une valeur de plusieurs dizaines de millions d'euros, dont un Edgar Degas, un Édouard Manet et des sculptures de Rembrandt Bugatti. Les policiers découvrent également une huile de Berthe Morisot, Chaumière en Normandie, dont avait hérité Yves Rouart. Cette toile et d'autres avaient été déclarées « perdues ou volées » alors que Guy Wildenstein était l'exécuteur testamentaire d'Anne-Marie Rouart, descendante du collectionneur Stanislas-Henri Rouart. Le 6 juillet 2011, Guy Wildenstein est mis en examen pour recel d'abus de confiance,,.

### Succession Julie Goujon
La succession de Julie Goujon, fille de Joseph Reinach, est également l'objet d'un litige. La fille du député de la Troisième république, et fameux défenseur d'Alfred Dreyfus, possédait une collection de peinture de Degas, Gauguin, Van Gogh, pillée pendant l'occupation allemande. La confusion règne sur l'état réel de la collection à la Libération. Daniel Wildenstein était l'exécuteur testamentaire de Julie Goujon, décédée en 1971, et des toiles qui pourraient lui appartenir ont été retrouvées lors de la perquisition du Wildenstein Institute à Paris en 2010,.

### Fraude fiscale et blanchiment en bande organisée
En 2012, la famille Wildenstein se voit notifier un redressement fiscal de près de 600 millions d'euros dont 250 millions pour Guy Wildenstein, dans le contexte du règlement des droits de succession concernant l'héritage légué par son père Daniel,. Guy conteste alors le redressement ainsi que la caution de 75 millions d'euros qui lui est fixé, entraînant une affaire judiciaire.
L'inventaire du patrimoine laissé par Daniel Wildenstein comprendrait des propriétés dont des immeubles situés à New York et Paris, une île privée dans les Caraïbes, un domaine de 30 000 hectares au Kenya ; 2 483 œuvres d'art ; des haras.
Le 6 février 2013, Guy Wildenstein est mis en examen en France pour fraude fiscale et blanchiment en bande organisée.
Ayant contesté en appel le montant de la caution de 75 millions d'euros qui lui était fixé, la cour d'appel de Paris, est revenue sur la décision du juge d'instruction. Cette affaire se retrouve alors devant la Cour de cassation qui en août 2013, donne raison au juge d'instruction et renvoie l'affaire devant la Cour d'appel. Le 19 septembre 2014, la cour d'appel de Versailles fixe la caution de Guy Wildenstein à 20 millions d'euros.
Un procès pour fraude fiscale et blanchiment en bande organisée s'ouvre en janvier 2016, le parquet requiert quatre ans de prison, dont deux avec sursis, ainsi que 250 millions d'euros d'amende contre le chef de famille Guy Wildenstein. La procureure Monica d’Onofrio déclare : « C’est la fraude fiscale la plus sophistiquée et la plus longue de la Ve République ! », qui attesterait selon elle de la « mise en place de procédés, des montages conçus par des professionnels avertis à destination d’une famille qui a vécu dans l’opulence en payant peu d’impôts, que les citoyens du monde ne supportent plus ».
Le 12 janvier 2017, le tribunal correctionnel de Paris prononce la relaxe de Guy Wildenstein, tout en reconnaissant que « le patrimoine a été clairement dissimulé, sur plusieurs générations, avec une claire intention d’évasion patrimoniale » et admet que « cette décision est susceptible de heurter le sens commun ». Le Parquet national financier fait appel de la décision,.
Lors du procès en appel, en mars 2018, la défense du prévenu dénonce « une affaire pénale qui n'existe pas », appelant la justice à se faire « le rempart contre la justice d'opinion ». La cour d'appel de Paris déclare le 29 juin 2018 que les faits sont prescrits et confirme la relaxe générale pour les mis en cause. Le parquet porte l'affaire en cassation.
Le 6 janvier 2021, la Cour de cassation casse l'arrêt de relaxe et renvoie l'affaire devant la cour d'appel de Paris, qui sera composée de manière différente pour un nouveau procès dont le début est programmé le 18 septembre 2023,,. Le 5 mars 2024, Guy Wildenstein est condamné par la cour d'appel de Paris à quatre ans de prison dont deux ans ferme aménageables en détention à domicile sous surveillance électronique, en plus d'une amende de 1 million d'euros et du paiement de l'impot fraudé et de ses majoration et intérêts de retard,.

## Décorations
- Commandeur de l'ordre des Arts et des Lettres Il est fait commandeur le 19 février 1993[32].
- Commandeur de la Légion d'honneur Chevalier du 8 octobre 1991, il est promu officier le 11 juillet 2003[33], puis commandeur le 31 décembre 2008[34], dont ses insignes ont été remises par le président Nicolas Sarkozy au palais de l'Élysée[2] (exclusion automatique de l'ordre en 2024 du fait de sa condamnation à une peine d'emprisonnement sans sursis égale ou supérieure à un an[35])
- Médaille de la jeunesse, des sports et de l'engagement associatif, or